# Kolej parkowa Kopalni Węgla Kamiennego „Makoszowy”
Kolej Parkowa Kopalni Węgla Kamiennego „Makoszowy” – nieistniejąca kolej parkowa zlokalizowana w parku imienia Powstańców Śląskich w Zabrzu.

## Historia
Kolej została oddana do użytku 18 lipca roku 1980 i funkcjonowała przez około 5 lat. Pociągi kursowały głównie w okresie świąt (1 Maja, czy Dzień Dziecka). Po zaprzestaniu eksploatacji kolei cały jej tabor przetransportowano na teren KWK „Makoszowy”, zaś nieeksploatowane i niekonserwowane urządzenia kolei ulegały postępującej dewastacji. W roku 1989 kolej już nie istniała.

## Infrastruktura
Trasa kolei miała kształt nieregularnej, zamkniętej pętli. Długość toru wynosiła 2126 metrów. Na terenie zajezdni znajdował się budynek wyposażony w dwa tory, z których jeden był wyposażony w kanał rewizyjny dla lokomotywy. Drugi tor służył do odstawiania wagonów. Długość torów na terenie zajezdni wynosiła 140 m. Tor dojazdowy do zajezdni odgałęział się od głównej linii w kilometrze 0,000.
Tor o rozstaw szyn 550 mm (taki sam, jak kopalnia „Makoszowy”) zbudowany był z szyn s24 na podkładach drewnianych ułożonych na podsypce dolomitowej. Najmniejszy promień łuku wynosił 14 m, a największy 61 m. Nachylenie toru wynosiło do 27 promil. Najniższy punkt linii znajdował się na wysokości 238,360 m n.p.m., a najwyższy na wysokości 246,308 m n.p.m.
Na trasie znajdowały się dwa przystanki osobowe. Jeden w kilometrze 0,950, a drugi w kilometrze 1,200.

## Tabor
Kolej eksploatowała jedną lokomotywę spalinową typu GLs40 lub Schöma oraz 4 wagony pasażerskie zbudowane na bazie kopalnianych wozów dołowych produkcji Śląskiej Fabryki Maszyn i Urządzeń Górniczych „Montana”.
Pociągi kursowały z maksymalną prędkością 8 km/h, a ich obsługę stanowiły 2 osoby: maszynista i kierownik pociągu pełniący jednocześnie obowiązki konduktora hamulcowego na ostatnim wagonie.